# (14624) Prymachenko
(14624) Prymachenko est un astéroïde de la ceinture principale.

## Description
(14624) Prymachenko est un astéroïde de la ceinture principale. Il fut découvert le 18 octobre 1998 à la station Anderson Mesa par le programme LONEOS. Il présente une orbite caractérisée par un demi-grand axe de 2,70 UA, une excentricité de 0,13 et une inclinaison de 6,5° par rapport à l'écliptique.

## Compléments